# Верона (Вирџинија)
Верона (енгл. Verona) насељено је место без административног статуса у америчкој савезној држави Вирџинија.

## Демографија
По попису из 2010. године број становника је 4.239, што је 601 (16,5%) становника више него 2000. године.
| Група             | 2000.         | 2010.         |
| Белци             | 3.438 (94,5%) | 3.681 (86,8%) |
| Афроамериканци    | 118 (3,2%)    | 351 (8,3%)    |
| Азијати           | 22 (0,6%)     | 28 (0,7%)     |
| Хиспаноамериканци | 23 (0,6%)     | 117 (2,8%)    |
| Укупно            | 3.638         | 4.239         |